# Klubbb3
Klubbb3 (Eigenschreibweise: KLUBBB3) war eine internationale Schlagerband, bestehend aus den Schlagersängern Florian Silbereisen (Deutschland), Jan Smit (Niederlande) und Christoff De Bolle (Belgien).

## Bandgeschichte
Im Herbst 2015 kündigte Florian Silbereisen eine Band an. Nach eigenen Angaben kam die Initiative von den drei Sängern selbst und ohne Druck von den Plattenfirmen. Der Musikstil der drei Sänger bleibt im Schlager verhaftet, wobei bewusst auf modernere Einflüsse verzichtet wurde. Musikalisch und textlich bewegt man sich ausschließlich im Schlager und verwendet die üblichen Klischees. Als Produzenten und Songwriter konnten Uwe Busse und Tobias Reitz verpflichtet werden. Als erste Single wurde Du schaffst das schon veröffentlicht, die Platz 66 der deutschen Singlecharts erreichte. Am 8. Januar 2016 erschien schließlich das Debütalbum Vorsicht unzensiert!, das Platz 4 der deutschen, Platz 33 der niederländischen und Platz 6 der flämischen Albencharts erreichte.
Zurzeit ist kein weiteres Album geplant.

## Besetzung

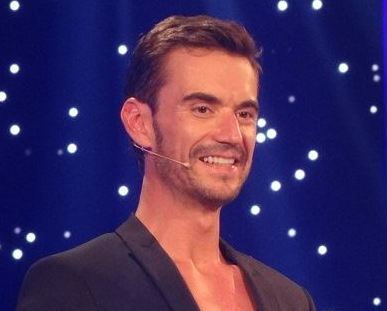
Florian Silbereisen
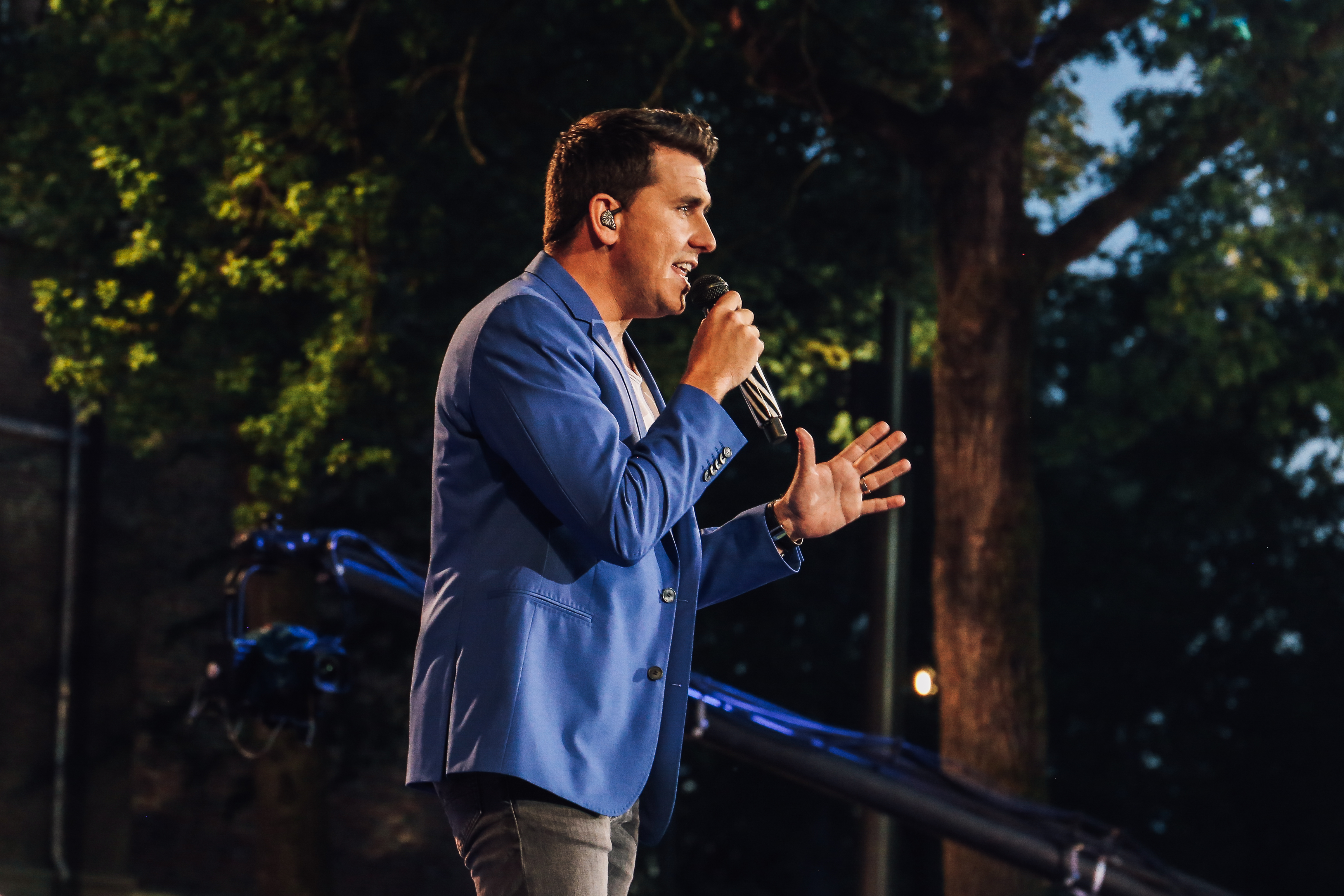
Jan Smit
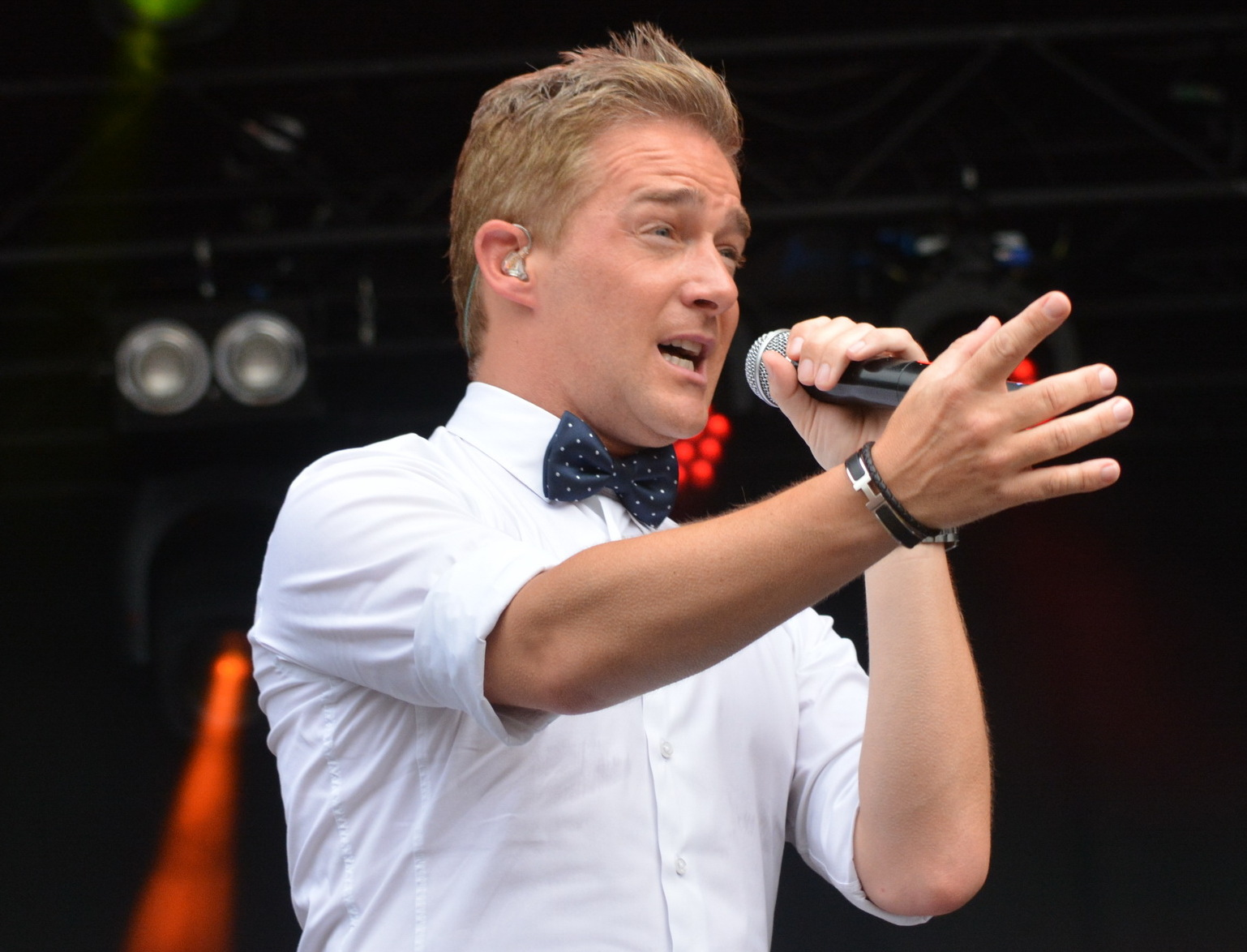
Christoff De Bolle

## Diskografie

### Studioalben
| Jahr | Titel Musiklabel                          | Höchstplatzierung, Gesamtwochen, AuszeichnungChartplatzierungen (Jahr, Titel, Musiklabel, Platzierungen, Wochen, Auszeichnungen, Anmerkungen) | Höchstplatzierung, Gesamtwochen, AuszeichnungChartplatzierungen (Jahr, Titel, Musiklabel, Platzierungen, Wochen, Auszeichnungen, Anmerkungen) | Höchstplatzierung, Gesamtwochen, AuszeichnungChartplatzierungen (Jahr, Titel, Musiklabel, Platzierungen, Wochen, Auszeichnungen, Anmerkungen) | Höchstplatzierung, Gesamtwochen, AuszeichnungChartplatzierungen (Jahr, Titel, Musiklabel, Platzierungen, Wochen, Auszeichnungen, Anmerkungen) | Höchstplatzierung, Gesamtwochen, AuszeichnungChartplatzierungen (Jahr, Titel, Musiklabel, Platzierungen, Wochen, Auszeichnungen, Anmerkungen) | Anmerkungen                                               |
| Jahr | Titel Musiklabel                          | DE | AT | CH | NL | BEF | Anmerkungen                                               |
| ---- | ----------------------------------------- | --- | --- | --- | --- | --- | --------------------------------------------------------- |
| 2016 | Vorsicht unzensiert! Universal Music      | DE4 Platin · (55 Wo.)DE | AT5 Gold · (54 Wo.)AT | CH15 (23 Wo.)CH | NL33 (2 Wo.)NL | BEF6 (55 Wo.)BEF | Erstveröffentlichung: 8. Januar 2016 Verkäufe: + 207.500  |
| 2017 | Jetzt geht’s richtig los! Universal Music | DE1 Platin · (51 Wo.)DE | AT2 Gold · (55 Wo.)AT | CH3 (32 Wo.)CH | NL24 (5 Wo.)NL | BEF3 (34 Wo.)BEF | Erstveröffentlichung: 6. Januar 2017 Verkäufe: + 207.500  |
| 2018 | Wir werden immer mehr! Universal Music    | DE1 Gold · (34 Wo.)DE | AT2 Gold · (37 Wo.)AT | CH2 (17 Wo.)CH | NL14 (2 Wo.)NL | BEF2 (21 Wo.)BEF | Erstveröffentlichung: 12. Januar 2018 Verkäufe: + 107.500 |

### Singles
| Jahr | Titel Album                                | Höchstplatzierung, Gesamtwochen, AuszeichnungChartplatzierungen (Jahr, Titel, Album, Platzierungen, Wochen, Auszeichnungen, Anmerkungen) | Höchstplatzierung, Gesamtwochen, AuszeichnungChartplatzierungen (Jahr, Titel, Album, Platzierungen, Wochen, Auszeichnungen, Anmerkungen) | Höchstplatzierung, Gesamtwochen, AuszeichnungChartplatzierungen (Jahr, Titel, Album, Platzierungen, Wochen, Auszeichnungen, Anmerkungen) | Höchstplatzierung, Gesamtwochen, AuszeichnungChartplatzierungen (Jahr, Titel, Album, Platzierungen, Wochen, Auszeichnungen, Anmerkungen) | Höchstplatzierung, Gesamtwochen, AuszeichnungChartplatzierungen (Jahr, Titel, Album, Platzierungen, Wochen, Auszeichnungen, Anmerkungen) | Anmerkungen                          |
| Jahr | Titel Album                                | DE | AT | CH | NL | BEF | Anmerkungen                          |
| ---- | ------------------------------------------ | --- | --- | --- | --- | --- | ------------------------------------ |
| 2016 | Du schaffst das schon Vorsicht unzensiert! | DE66 (3 Wo.)DE | AT48 (1 Wo.)AT | — | — | — | Erstveröffentlichung: 8. Januar 2016 |

Weitere Singles
- 2017: Jetzt erst recht!
- 2017: Märchenprinzen (mit Gloria von Thurn und Taxis)

## Auszeichnungen
- Die Eins der Besten
  - 2017: in der Kategorie „Band des Jahres“
  - 2019: in der Kategorie „Band des Jahres“

- smago! Award
  - 2016: in der Kategorie „Hit-Tipp 2016“ (Du schaffst das schon)
  - 2017: in der Kategorie „Erfolgreichste Schlagerband Europas“
  - 2019: in der Kategorie „Erfolgreichstes Album einer Schlager-Band 2018“ (Wir werden immer mehr!)[5]

- Weitere Auszeichnungen
  - 2017: Goldenes Ticket für „Das große Schlagerfest – Die Party des Jahres“[6]

## Auszeichnungen für Musikverkäufe
Anmerkung: Auszeichnungen in Ländern aus den Charttabellen bzw. Chartboxen sind in ebendiesen zu finden.
| Land/RegionAuszeichnungen für Musikverkäufe (Land/Region, Auszeichnungen, Verkäufe, Quellen) | Gold     | Platin     | Verkäufe | Quellen           |
| -------------------------------------------------------------------------------------------- | -------- | ---------- | -------- | ----------------- |
| Deutschland (BVMI)                                                                           | Gold1    | 2× Platin2 | 500.000  | musikindustrie.de |
| Österreich (IFPI)                                                                            | 3× Gold3 | —          | 22.500   | ifpi.at           |
| Insgesamt                                                                                    | 4× Gold4 | 2× Platin2 |          |                   |

## Trivia
- „Florian und seine Jungs“ singen in der 78. Folge der Fernsehreihe Das Traumschiff, Das Traumschiff: Tansania ab 1:24:24 auf der Gala das Lied Du schaffst das schon.
- Das zweite Album Jetzt geht’s richtig los! beinhaltet elf Lieder, von denen in sechs das Wort Nacht vorkommt. Dieses ist damit das in den meisten Liedern verwendete Substantiv im Album. Es folgen die Worte Himmel und Leben mit Erwähnung in jeweils fünf Liedern.